# Salka atropurpurea
Salka atropurpurea är en insektsart som först beskrevs av William Lucas Distant 1918.  Salka atropurpurea ingår i släktet Salka och familjen dvärgstritar. Inga underarter finns listade i Catalogue of Life.